# Ветмор (Канзас)
Ветмор (енгл. Wetmore) град је у америчкој савезној држави Канзас.

## Демографија
По попису из 2010. године број становника је 368, што је 6 (1,7%) становника више него 2000. године.
| Група             | 2000.       | 2010.       |
| Белци             | 357 (98,6%) | 349 (94,8%) |
| Афроамериканци    | 0 (0,0%)    | 1 (0,3%)    |
| Азијати           | 0 (0,0%)    | 0 (0,0%)    |
| Хиспаноамериканци | 1 (0,3%)    | 7 (1,9%)    |
| Укупно            | 362         | 368         |